# Tipula atacama
Tipula atacama är en tvåvingeart som beskrevs av Alexander 1912. Tipula atacama ingår i släktet Tipula och familjen storharkrankar.
Artens utbredningsområde är Bolivia. Inga underarter finns listade i Catalogue of Life.